# Nesogordonia normandii
Nesogordonia normandii är en malvaväxtart som beskrevs av René Paul Raymond Capuron. Nesogordonia normandii ingår i släktet Nesogordonia och familjen malvaväxter. Inga underarter finns listade i Catalogue of Life.